# M2 (U-Boot)
HMS M2 war ein Unterseeboot der M-Klasse der britischen Royal Navy, das 1932 durch einen Unfall sank.

## Hintergrund und Beschreibung
Die M2 gehörte zu einer vier Schiffe umfassenden Klasse von U-Booten, die von der Royal Navy im Februar 1916 anstelle von vier Fahrzeugen der K-Klasse (K18-K21) geordert wurde. Es handelte sich aber nicht, wie gelegentlich zu lesen ist, um Umbauten aus der mit Dampfturbinen angetriebenen K-Klasse, sondern um einen eigenständigen Entwurf. Im Gegensatz zu dieser wiesen die Zweihüllenboote der M-Klasse den typischen Hybridantrieb aus Diesel- und Elektromotoren auf. Neben einer Bewaffnung mit vier 45,7-cm-Torpedorohren führten die M2 und ihre Schwesterschiffe als Hauptbewaffnung eine in einem Geschützturm vor dem Kommandoturm untergebrachte, großkalibrige Schlachtschiffkanone im Kaliber 30,5 cm. Die Idee für dieses Konzept resultierte aus der Unzuverlässigkeit und mangelnden Reichweite der damals verwendeten Torpedos (zum Bewaffnungskonzept siehe das Schwesterschiff M1).
Der Kiel für M2 wurde am 13. Juli 1916 auf der Werft von Vickers in Barrow-in-Furness gelegt, vom Stapel lief das U-Boot am 19. Oktober 1919, die Indienststellung erfolgte erst am 14. Februar 1920. Zusammen mit seinen Schwesterschiffen wurde das U-Boot in den folgenden Jahren vor allem für Test- und Erprobungszwecke eingesetzt. 1923 führte M2 mehrere experimentelle Tieftauchgänge durch und nahm im selben Jahr an einem seegestützten Giftgasangriff teil. Bei einem Tauchgang verlor das U-Boot die Trimmung und tauchte 73 m tief, konnte aber anschließend wieder auftauchen.

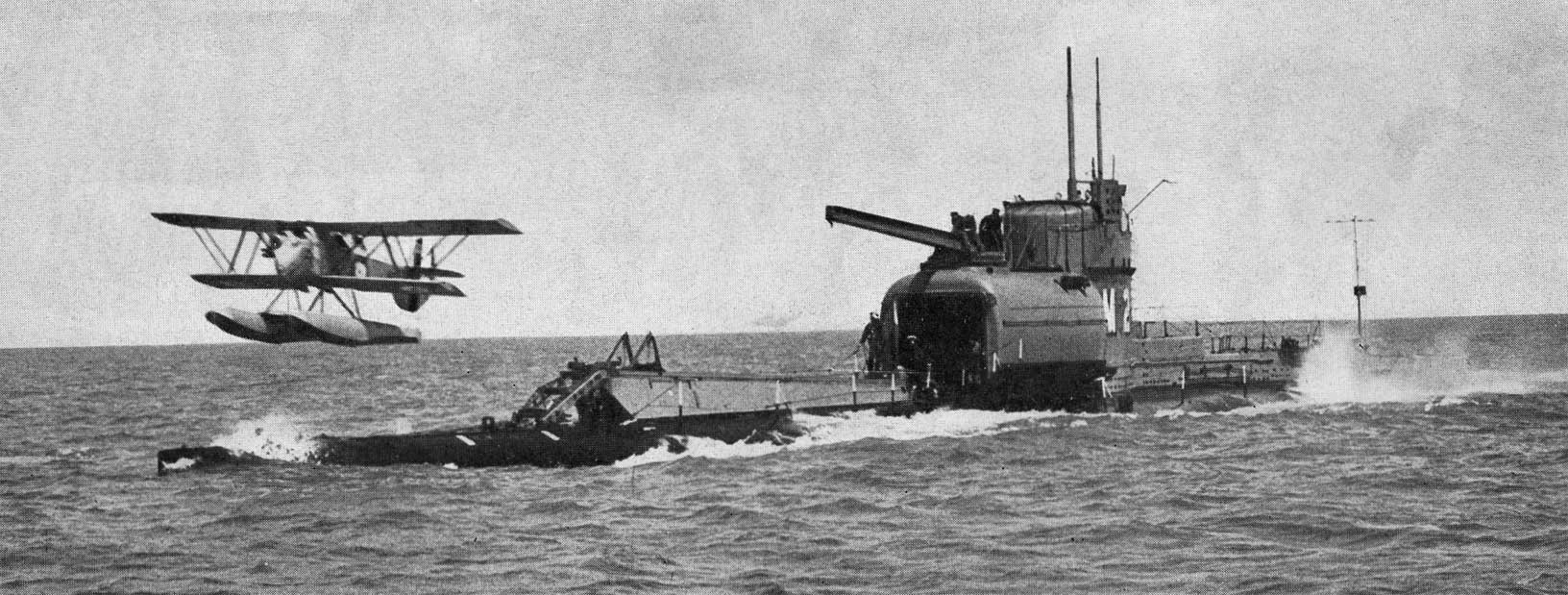
Katapultstart des Parnall Peto-Wasserflugzeugs von Bord der M2

Nach dem Verlust von M1 im Jahr 1925 durch eine Kollision und den Festlegungen der Washingtoner Flottenkonferenz von 1922, die das maximale Kaliber der Schiffsartillerie von U-Booten auf 20,3 cm begrenzte, entfernte man die Geschütztürme der beiden verbliebenen M-Klasse-U-Boote. M2 wurde ab 1925 zu einem U-Boot-Katapultschiff umgebaut. Hierbei setzte man an Stelle des Geschützturms einen kleinen, wasserdichten Hangar vor den Kommandoturm, der ein speziell für diesen Zweck entwickeltes Wasserflugzeug vom Typ Parnall Peto mit abnehmbaren Flügeln aufnehmen konnte. Das Flugzeug startete mit Hilfe eines hydraulischen Katapults und landete neben dem U-Boot auf dem Wasser, um mit einem Kran wieder in seinen Hangar gehievt zu werden. M2 sollte mit dem zugehörigen Flugzeug auf diese Weise die Rolle eines Aufklärers für die Schlachtflotte der Royal Navy übernehmen.

## Untergang
Zu ihrer letzten Übung lief M2 am 26. Januar 1932 aus ihrer Basis auf Portland aus. In einem letzten Funkspruch teilte der Kommandant um 10:11 Uhr dem U-Boot-Mutterschiff Titania mit, dass er um 10:30 eine Tauchübung vornehmen würde. Danach blieb sie verschwunden, am 29. Januar gab man offiziell den Verlust des U-Bootes und der gesamten Besatzung von 60 Mann bekannt. Am 3. Februar gelang es, das Wrack zu lokalisieren. Aufwändige Versuche unter der Leitung des Bergungsexperten Ernest Cox, der die Wracks der deutschen Hochseeflotte in Scapa Flow gehoben hatte, scheiterten endgültig ein knappes Jahr später am 8. Dezember 1932, als das kurz unter der Wasseroberfläche hängende U-Boot durch einen Sturm wieder auf den Meeresgrund sank. Lediglich das Flugzeug konnte geborgen werden.

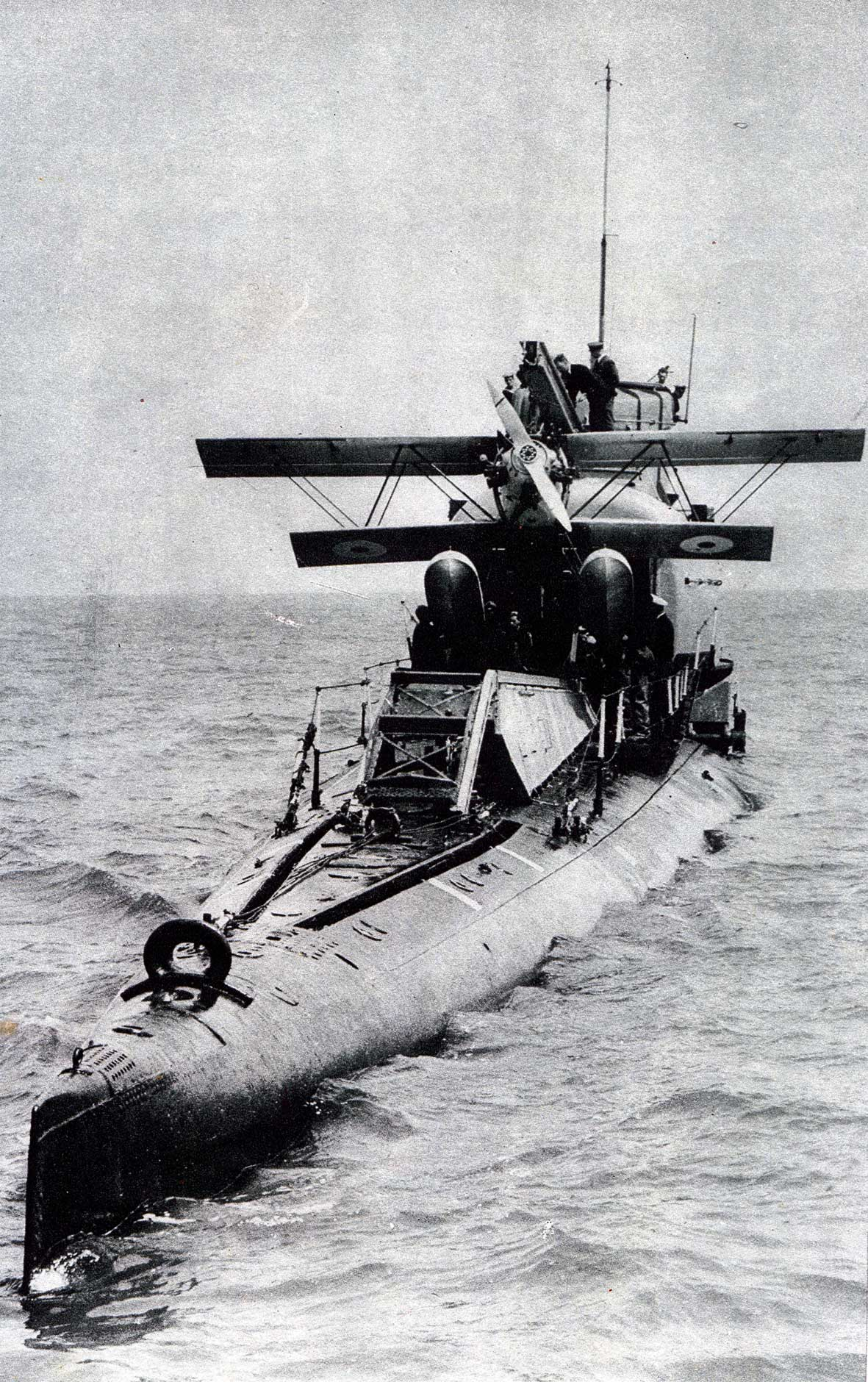
Vorderansicht von M2 mit Wasserflugzeug in Startposition

Taucher hatten bei den Arbeiten am Wrack festgestellt, dass der Hangar offen stand und sich das Flugzeug noch darin befand. Zur Ursache des Unglücks wurden zwei Theorien entwickelt. Zum einen vermutete man, dass die Crew von M2 – die immer wieder versucht hatte, die Zeiten vom Auftauchen bis zum Start des Flugzeugs zu unterbieten – die Hangartüren zu früh geöffnet und damit einen Wassereinbruch verursacht habe, der zum Sinken des U-Bootes führte. Ein zweiter Erklärungsversuch macht ein Versagen der Tiefenruder am Heck für den Verlust verantwortlich. Im Hintergrund stand hierbei, dass man die mit Wasser gefüllten Ballasttanks des U-Boots mit Druckluft anblies, um es an die Wasseroberfläche zu bringen, das restliche Wasser aber mit Hilfe von Kompressoren aus den Ballasttanks drückte, um Druckluft zu sparen. Solange dieser etwa 15 Minuten dauernde Vorgang nicht abgeschlossen war, benötigte man die Tiefenruder, um das U-Boot sicher an der Wasseroberfläche zu halten. Bei einem Versagen der hinteren Tiefenruder wäre M2 mit dem Heck voraus abgesunken, und das Wasser wäre über den geöffneten Hangar in das Innere gelaufen. Für die zweite Theorie spricht, dass das Abtauchen eines großen U-Boots zum in Frage kommenden Zeitpunkt durch den Kapitän eines Handelsschiffs beobachtet worden ist.
Nach dem Verlust von M2 gab die Royal Navy das Konzept des U-Boot-Katapultschiffs auf, während es andernorts weiterentwickelt wurde. Die letzten und größten Schiffe dieser Art wurden in Japan entwickelt. Die Boote der Sen-Toku-Klasse waren dreimal so groß wie M2 und trugen jeweils drei Wasserflugzeuge, kamen aber zu spät für Kampfeinsätze im Zweiten Weltkrieg. So können die beiden Einsatzkonzepte für M2 – sowohl die Bewaffnung mit schwerster Artillerie als auch das des U-Boot-Katapultschiffs – als Fehlentwicklungen angesehen werden.

## Unglücksstelle
Die M2 liegt heute auf der Position 50° 34′ 36″ N, 2° 33′ 56″ W auf ebenem Kiel in 35 m Tiefe und ragt bis 20 m auf. Das U-Boot ist weitestgehend intakt und eines der beliebtesten Tauchziele der Lyme Bay. Das Wrack weist einen dichten Bewuchs aus Anemonen, Hydrozoen, Totenmannshänden u. a. auf und wird von Meeraalen und Hummern bewohnt. In der Nähe des Rumpfs halten sich teilweise große Schwärme von Fischen auf, z. B. Kabeljau. Auf der Kommandobrücke befinden sich noch Periskope und Masten, als einziger Innenraum kann der Hangar betaucht werden. Alle anderen Zugänge wurden wohl im Zusammenhang mit den Bergungsarbeiten von 1932 verschlossen. Deutlich erkennbar sind auch die Schienen für das Katapult zum Starten des Flugzeugs sowie die Torpedorohre. Seit 2006 ist das Wrack durch den „Protection of Military Remains Act“ von 1986 als „Protected Place“ geschützt. Es darf zwar von außen durch Taucher betrachtet werden, aber das Eindringen, das Sammeln von Souvenirs oder die Vornahme von Bergungsarbeiten ist verboten.